# Linje 7 (Göteborgs spårvägar)
|  | Unknown BSicon "uSTR+l" | Unknown BSicon "uSTR+r" |

|  | Unknown BSicon "uABZg+l" | Unknown BSicon "uSTRr" |

|  | Urban station on track |

|  | Urban stop on track |

|  | Unknown BSicon "utSTRa" |

|  | Unknown BSicon "utHSTea" |

|  | Urban tunnel straight track |

|  | Unknown BSicon "utHSTea" |

|  | Unknown BSicon "utSTRe" |

|  | Urban stop on track |

|  | Urban stop on track |

|  | Urban stop on track |

|  | Unknown BSicon "utSTRa" |

|  | Unknown BSicon "utSTRe" |

|  | Urban stop on track |

|  | Unknown BSicon "utSTRa" |

|  | Unknown BSicon "utSTRe" |

|  | Urban stop on track |

|  | Urban stop on track |

|  | Urban stop on track |

|  | Urban stop on track |

|  | Urban stop on track |

|  | Urban stop on track |

|  | Urban stop on track |

|  | Urban stop on track |

|  | Urban stop on track |

|  | Urban stop on track |

|  | Urban stop on track |

|  | Urban stop on track |

|  | Urban stop on track |

|  | Urban stop on track |

|  | Urban stop on track |

|  | Urban stop on track |

|  | Urban stop on track |

|  | Urban stop on track |

|  | Urban stop on track |

|  | Urban stop on track |

|  | Urban stop on track |

|  | Urban stop on track |

|  | Urban stop on track |

|  | Unknown BSicon "utSTRa" |

|  | Urban tunnel stop on track |

|  | Unknown BSicon "utSTRe" |

|  | Urban stop on track |

|  | Urban stop on track |

|  | Urban station on track |

| Unknown BSicon "uSTR+l" | Unknown BSicon "uABZgr" |  |

| Unknown BSicon "uSTRl" | Unknown BSicon "uSTRr" |  |

|  | Unknown BSicon "uSTR+l" | Unknown BSicon "uSTR+r" |

|  | Unknown BSicon "uABZg+l" | Unknown BSicon "uSTRr" |

|  | Urban station on track |

|  | Urban stop on track |

|  | Unknown BSicon "utSTRa" |

|  | Unknown BSicon "utHSTea" |

|  | Urban tunnel straight track |

|  | Unknown BSicon "utHSTea" |

|  | Unknown BSicon "utSTRe" |

|  | Urban stop on track |

|  | Urban stop on track |

|  | Urban stop on track |

|  | Unknown BSicon "utSTRa" |

|  | Unknown BSicon "utSTRe" |

|  | Urban stop on track |

|  | Unknown BSicon "utSTRa" |

|  | Unknown BSicon "utSTRe" |

|  | Urban stop on track |

|  | Urban stop on track |

|  | Urban stop on track |

|  | Urban stop on track |

|  | Urban stop on track |

|  | Urban stop on track |

|  | Urban stop on track |

|  | Urban stop on track |

|  | Urban stop on track |

|  | Urban stop on track |

|  | Urban stop on track |

|  | Urban stop on track |

|  | Urban stop on track |

|  | Urban stop on track |

|  | Urban stop on track |

|  | Urban stop on track |

|  | Urban stop on track |

|  | Urban stop on track |

|  | Urban stop on track |

|  | Urban stop on track |

|  | Urban stop on track |

|  | Urban stop on track |

|  | Urban stop on track |

|  | Unknown BSicon "utSTRa" |

|  | Urban tunnel stop on track |

|  | Unknown BSicon "utSTRe" |

|  | Urban stop on track |

|  | Urban stop on track |

|  | Urban station on track |

| Unknown BSicon "uSTR+l" | Unknown BSicon "uABZgr" |  |

| Unknown BSicon "uSTRl" | Unknown BSicon "uSTRr" |  |

Linje 7 är en spårvagnslinje i Göteborg. Spårvagnslinje 7 i Göteborg symboliseras av en vit sjua på brun bakgrund och skyltas mot dess ändhållplatser Komettorget, samt Opaltorget. Linje 7 har 35 hållplatser och är 21,1 km lång. Linjen passerar flera tunnlar på sin sträcka i Bergsjön.

## Historia
Linje 7 har sitt ursprung i Kvibergslinjen som startade mellan Olskrokstorget och Kviberg via Olskrokens station 1905 med bruna skyltar och lyktor. 
- 1906 startas trafik på ett sidospår till Slakthuset. Den trafiken blir kortvarig och dras in redan samma år. Linjen förlängs också till Drottningtorget.
- 1907 Linjenummer införs och Kvibergslinjen får nummer 7
- 1914 Linje 7 och Linje 14 slås ihop, sträckan blir Kapellplatsen - Kviberg
- 1931 Förlängs från Kapellplatsen 1 till Holtermanska sjukhuset (Chalmers)
- 1939 Förlängs från Holtermanska till Wavrinskys Plats
- 1945 Förlängs från Wavrinskys plats till Sahlgrenska
- 1953 En gren från Wavrinskys plats till Guldheden byggs och linje 7 blir en grenad linje i södra änden.
- 1956 Avkortad från Kviberg till Bellevue som en förberedelse för spåren mot Kortedala/Bergsjön
- 1957 Förlängd från Bellevue till Kortedala
- 1961 Vagnar av typ M25 börjar användas och istället för att vartannat tåg gick till Sahlgrenska och vartannat till Guldheden delas nu tågen så främre delen går till Sahlgrenska och bakre till Guldheden.
- 1964 Sträckan Olskrokstorǵet - Gamlestaden rivs till förmån för en motorväg och spårvagnarna går istället via Redbergsplatsen
- 1970 Förlängs från Kortedala till Bergsjön
- 1982 En ny linje 6 startas och tar över grenen till Guldheden och därmed slutar sjuans tåg att delas. Vissa turer börjar gå via snabbspåret Centralstationen - Gamlestaden istället för via Olskroktorget/Redbergsplatsen.
- 1984 Alla turer går via snabbspåret
- 1989 Förlängs från Sahlgrenska till Tynnered
- 2004 Läggs om mellan Vasaplatsen och Brunnsparken och går via Valand istället för Grönsakstorget

## Övriga händelser
12 mars 1992 var vagnar på linje 7 inblandade i Spårvagnsolyckan vid Vasaplatsen i Göteborg.

## Bilder

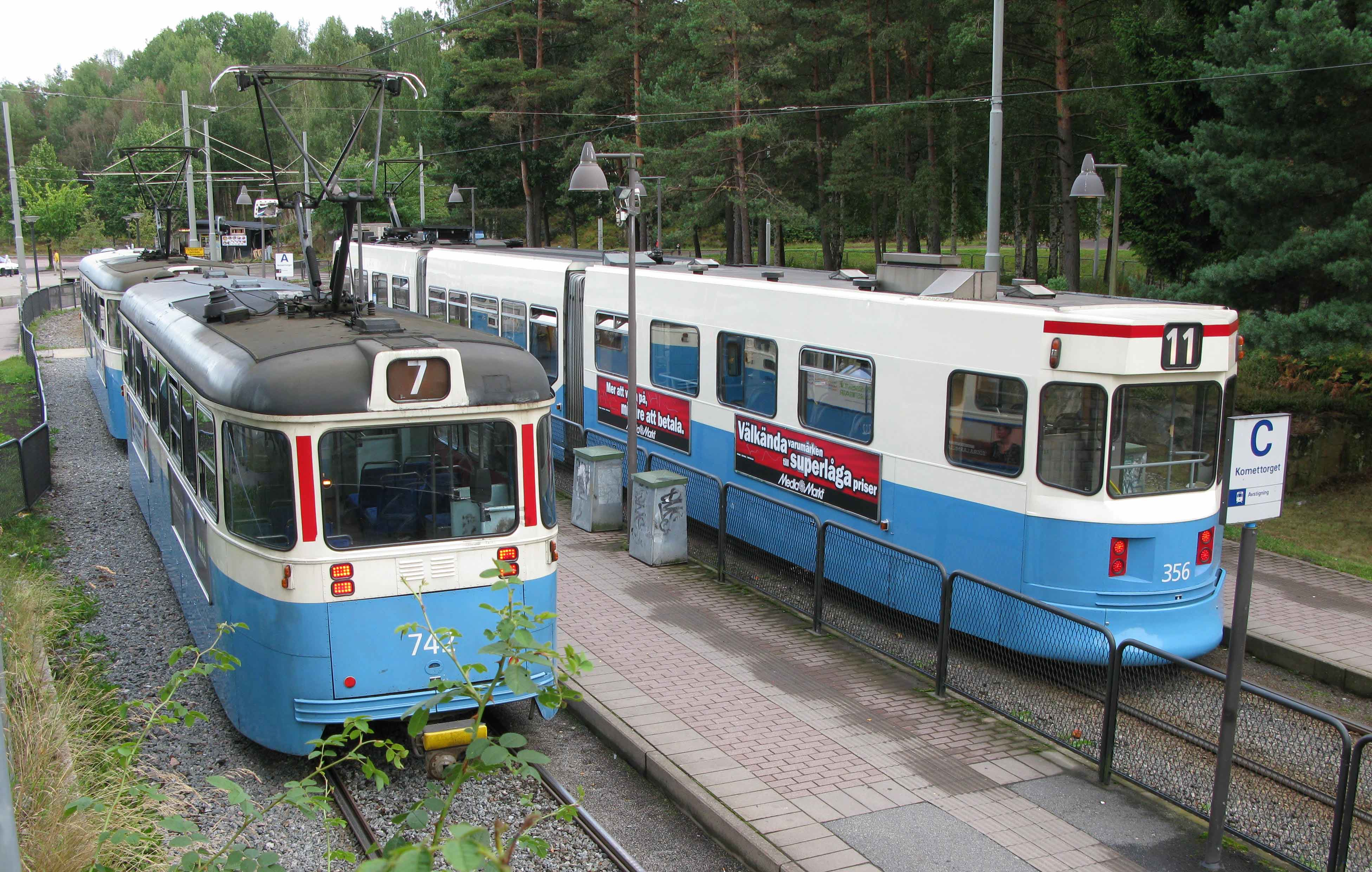
Bergsjön, ändhållplats Komettorget
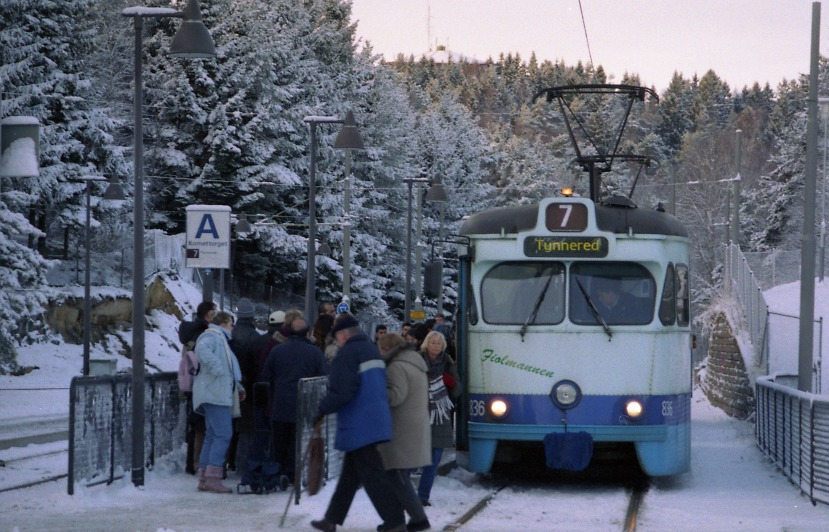
Bergsjön, ändhållplats Komettorget
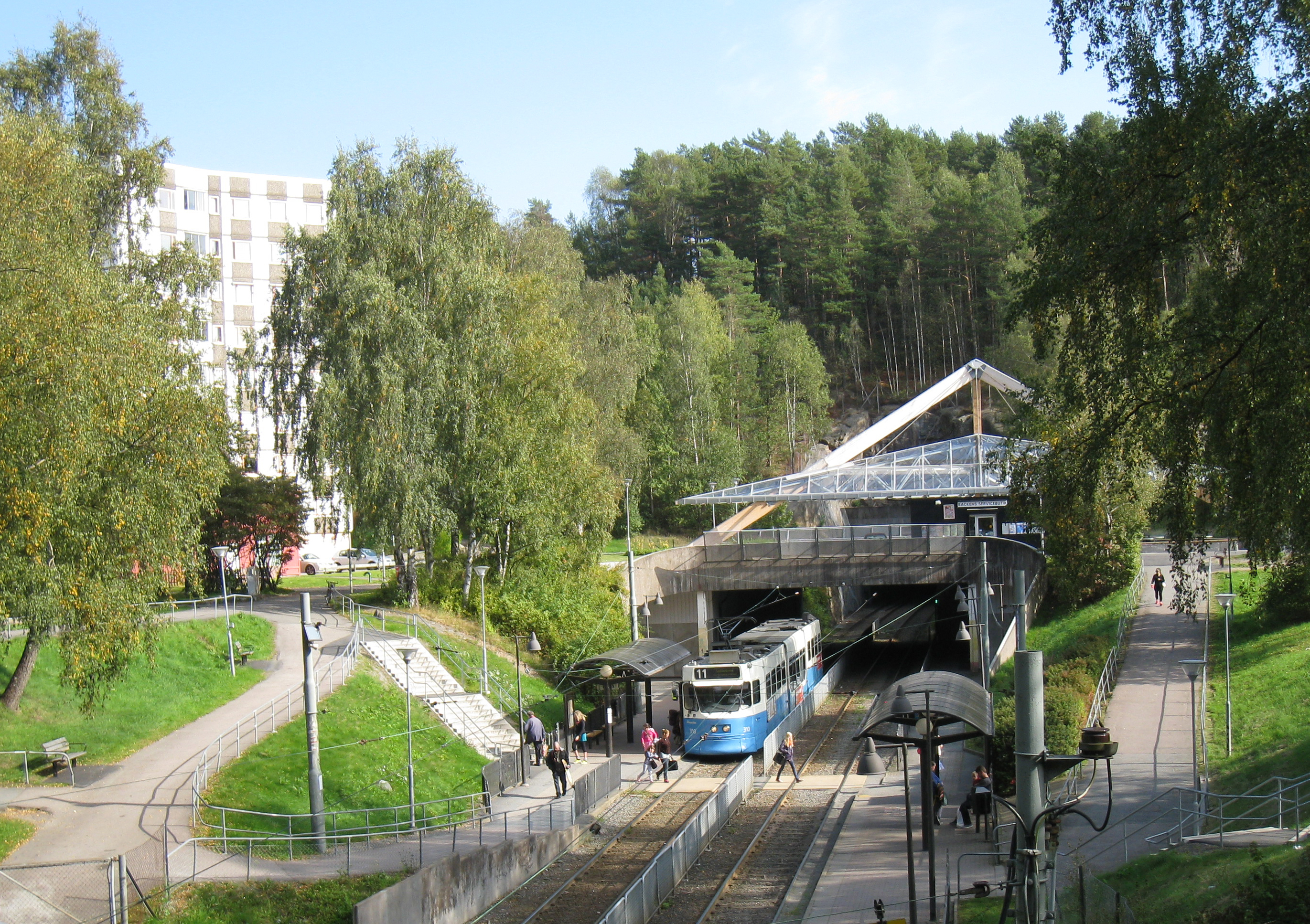
Teleskopgatan
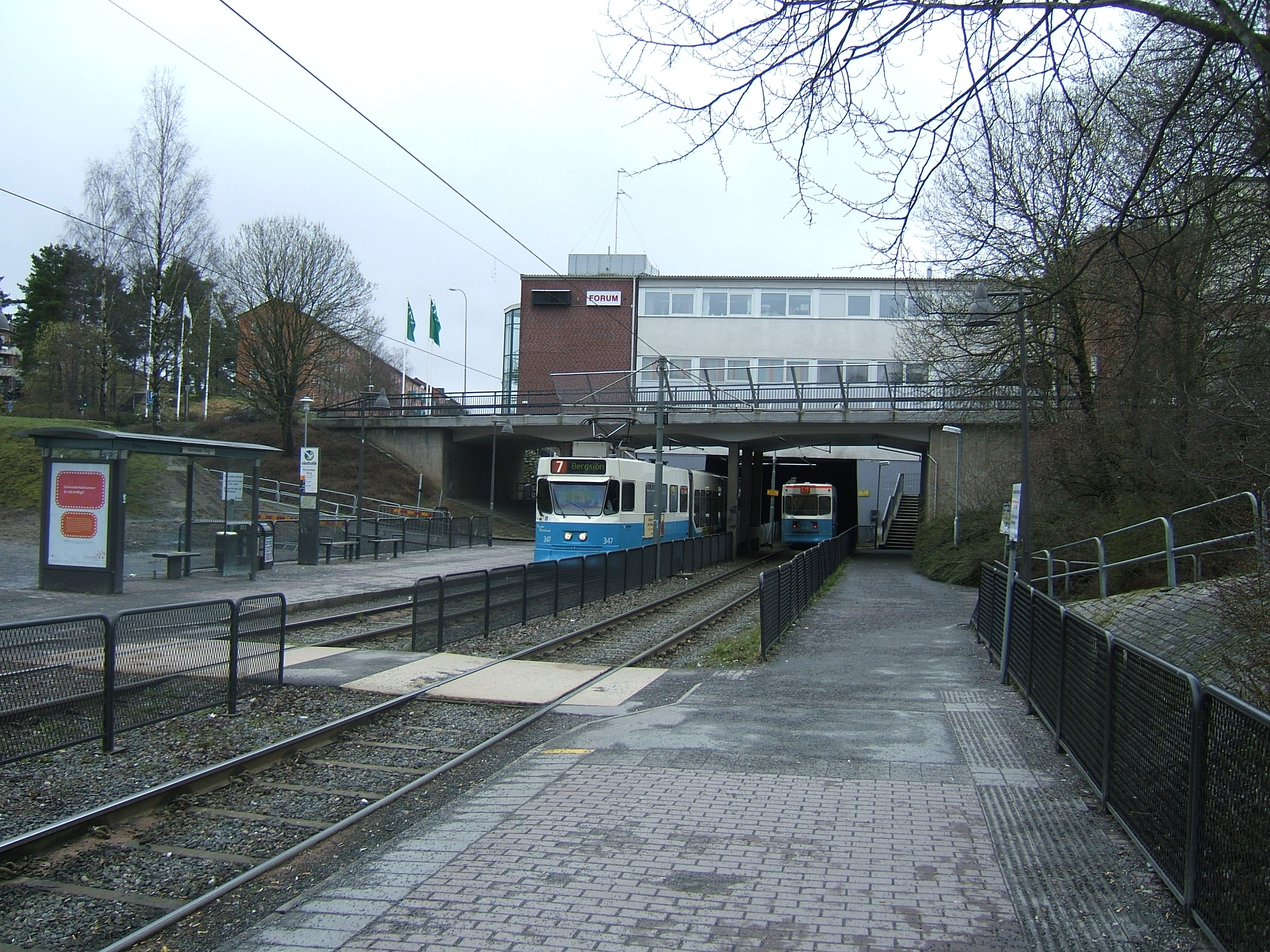
Kortedala Torg
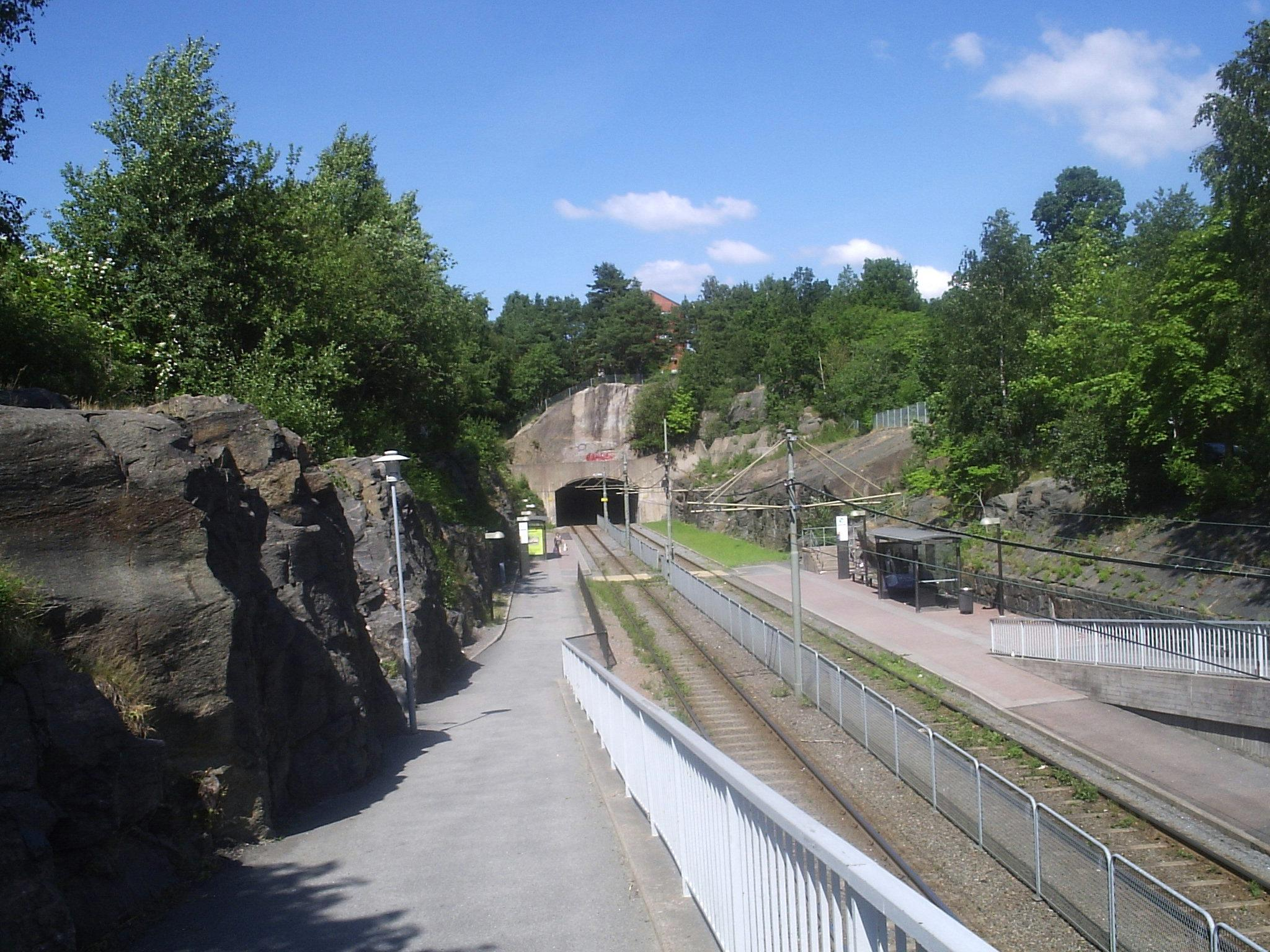
Runstavsgatan
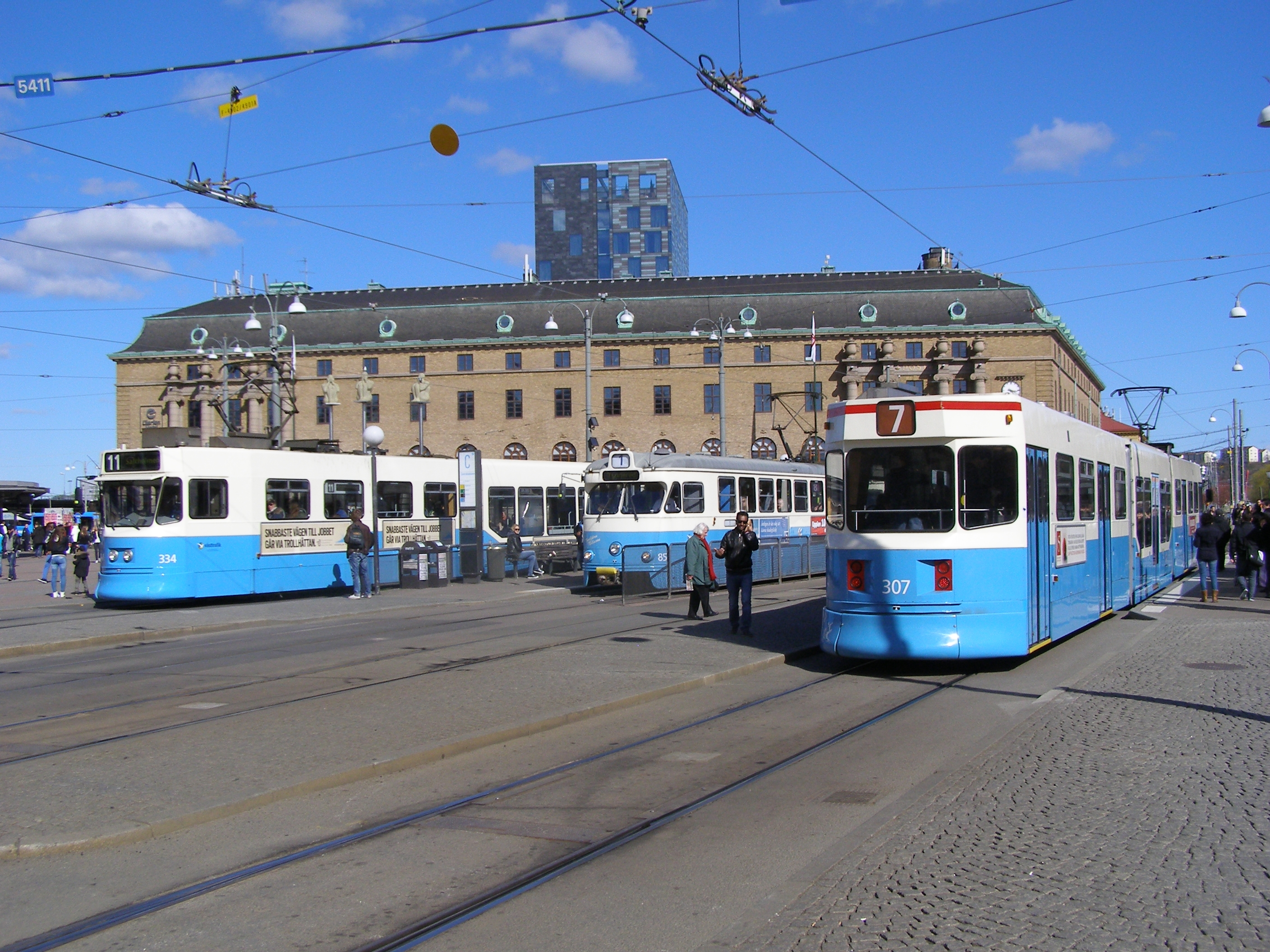
Centralstationen
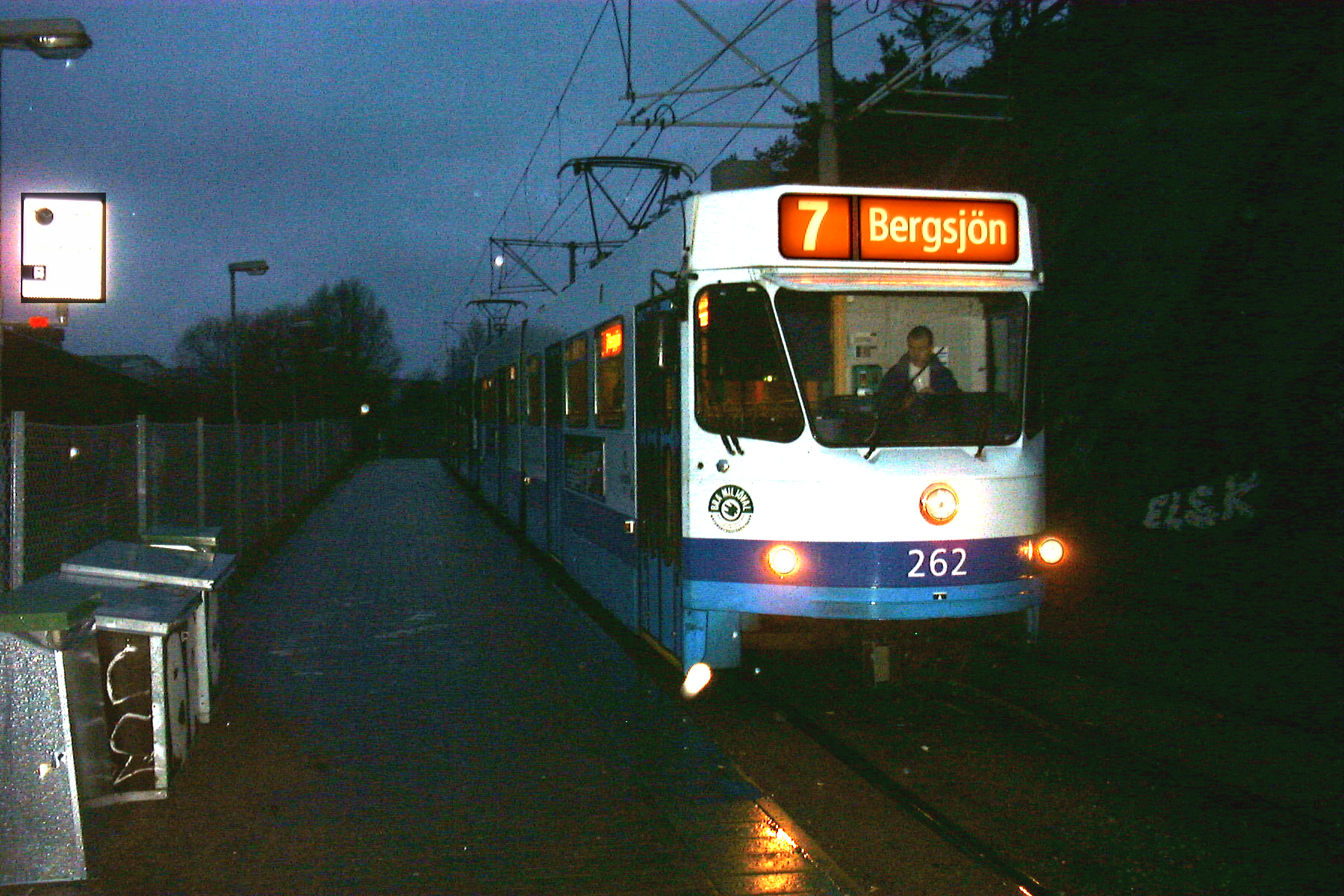
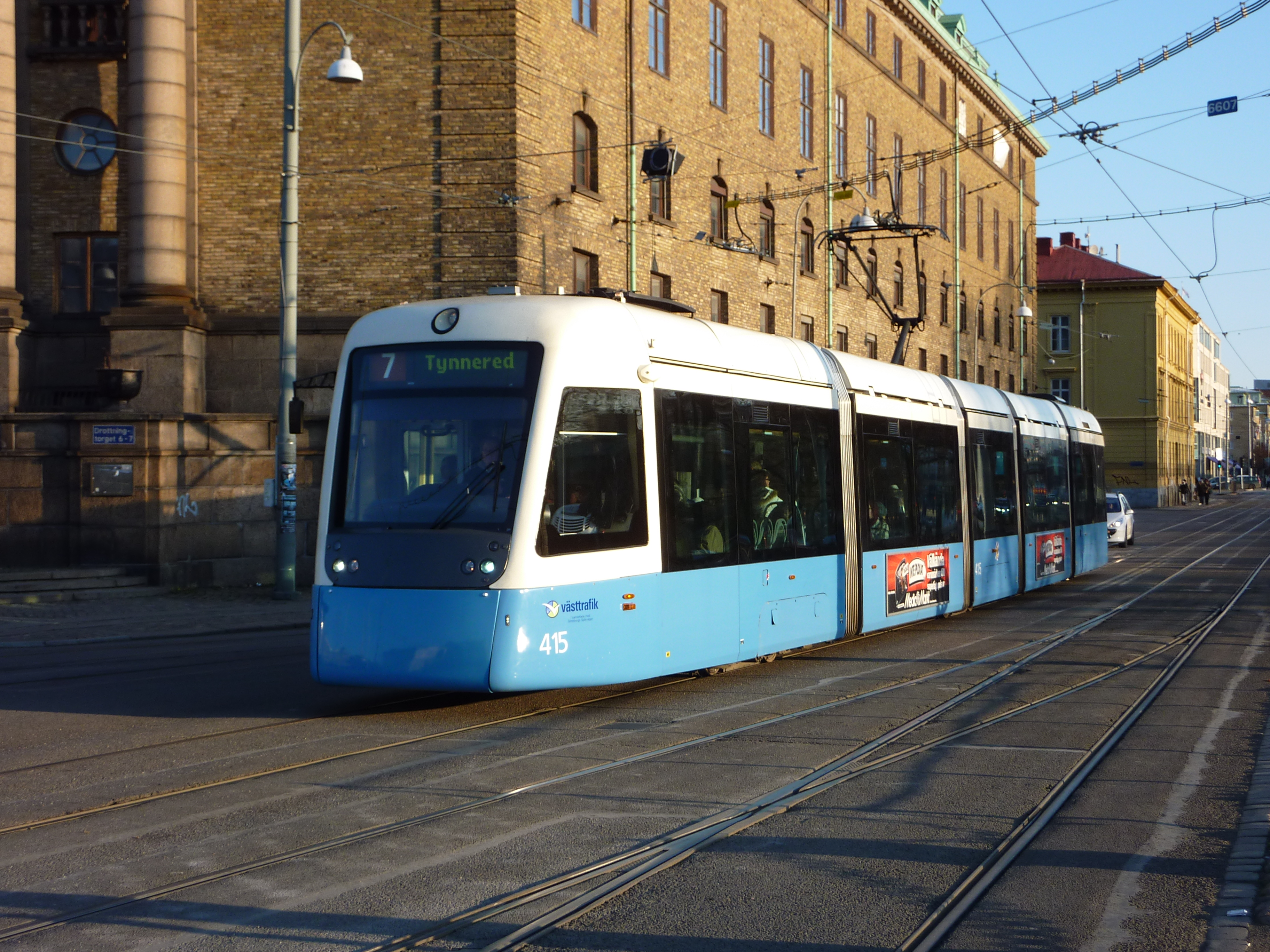